# Lotte Spira
Lotte Spira (24 de abril de 1883  – 17 de diciembre de 1943) fue una actriz teatral y cinematográfica alemana, a lo largo de cuya carrera trabajó como actriz de carácter en alrededor de setenta producciones para la pantalla.

## Biografía
Nacida en Berlín, Alemania, su verdadero nombre era Charlotte Andresen. Actuó por vez primera en 1904 en el Teatro Lustspielhaus de Berlín. En los años 1920 interpretó también algunos pequeños papeles en el cine, intensificándose su trayectoria a finales de esa década. Lotte Spira encarnaba principalmente a damas de clase burguesa. Paralelamente a su actividad en el cine, Spira siguió actuando para el teatro, trabajando en el Teatro Thalia de Hamburgo, en el Admiralspalast de Berlín y en el Rose-Theater, también en Berlín. 
El 20 de diciembre de 1905 se casó en Hamburgo con el actor vienés Fritz Spira. Fruto del matrimonio fueron las actrices Steffie Spira y Camilla Spira. Debido a la presión Nazi y por ser su marido judío, ella se divorció en 1934. Él había huido en 1933. Durante la Segunda Guerra Mundial, ella firmó una confesión en la que sostenía que el padre real de su hija Camilla, que se encontraba detenida en el campo de internamiento de Westerbork, en Holanda, no era Fritz Spira.
Poco después de que Lotte Spira recibiera noticias de que su marido había muerto en un campo de concentración en Yugoeslavia en 1943, la actriz murió por causas naturales en Berlín, a los 60 años de edad. Su otra hija, Steffie Spira, consiguió exiliarse. 

## Filmografía
- 1922 : Hallig Hooge
- 1927 : Im Luxuszug
- 1927 : Der falsche Prinz
- 1927 : Der Fahnenträger von Sedan
- 1929 : Liebeswalzer
- 1930 : Rosenmontag
- 1930 : Aschermittwoch
- 1931 : Wäsche – Waschen – Wohlergehen
- 1932 : Unmögliche Liebe
- 1933 : Liebelei
- 1933 : Skandal in Budapest
- 1934 : Hermine und die sieben Aufrechten
- 1935 : Viktoria
- 1935 : Stradivari
- 1935 : Pole Poppenspäler
- 1935 : Lady Windermeres Fächer
- 1936 : Mädchenjahre einer Königin
- 1936 : Confetti
- 1936 : Wie ein Wunder kam die Liebe
- 1936 : Rolf hat ein Geheimnis
- 1936 : Gleisdreieck
- 1936 : Annemarie. Die Geschichte einer jungen Liebe
- 1936 : Es geht um mein Leben
- 1936 : Die Unbekannte
- 1937 : Die Kreutzersonate
- 1937 : Es wird nichts so fein gesponnen
- 1937 : Kapriolen
- 1937 : Der Unwiderstehliche
- 1938 : Kleiner Mann – ganz groß
- 1938 : Der Berg ruft
- 1939 : Bel Ami
- 1939 : Die Reise nach Tilsit
- 1939 : Eine kleine Nachtmusik
- 1939 : Der Gouverneur
- 1939 : Frau am Steuer
- 1940 : Die lustigen Vagabunden
- 1943 : Zirkus Renz
- 1944 : Die Frau meiner Träume